# Гибсон, Джош
Джошуа «Джош» Гибсон (англ. Joshua "Josh" Gibson, 21 декабря 1911 — 30 января 1947) — американский профессиональный бейсболист, выступавший на позиции кэтчера в Негритянских лигах. Гибсон начал свою карьеру в клубе «Хоумстед Грэйс» в 1930 году, в 1932 году перешёл в «Питтсбург Кроуфордс», где оставался до 1936 года. Он ещё дважды возвращался в «Грэйс» и выступал за этот клуб с 1937 по 1939 год и с 1942 по 1946 год. В 1937 году он выступал за «Драгонс де Сиудад Трухилло» из Доминиканской лиги, а с 1940 по 1941 год играл в Мексиканской лиге за «Асулс де Веракрус». Он также работал первым менеджером «Сантурэйс Крабберс» из Пуэрто-Риканской бейсбольной лиги.
Бейсбольные историки считают Гибсона одним из лучших кэтчеров и мощных отбивающих в истории бейсбола и в 1972 году он был включён в бейсбольный Зал славы. Во время его карьеры его часто называли «чёрным Бейбом Рутом» (однако некоторые болельщики во времена его профессиональной карьеры называли Рута «белым Джошем Гибсоном»). Он никогда не выступал в Главной лиге бейсбола из-за неписаного «джентльменского соглашения», согласно которому в то время клубы не брали в свои составы не белых игроков.